# Hành lang núi Hood
Hành lang Núi Hood là một phần đất của tiểu bang Oregon nằm giữa Sandy và Government Camp. Nó được đặt tên theo tên Núi Hood và đã từng phục vụ người du hành đi lại hai chiều kể từ những thời của những người bản thổ Mỹ và các di dân Hoa Kỳ trên Đường mòn Oregon.
Nó bao gồm những cộng đồng chưa được tổ chức như sau (từ đông sang tây):
- Government Camp
- Rhododendron
- Faubion
- Zigzag
- Welches
- Wemme
- Mountain Air
- Salmon
- Brightwood
- Sleepy Hollow
- Alder Creek
- Marmot
- Cherryville
- một số cộng đồng nhỏ và các khu cư dân đồng quê khác

và thành phố được tổ chức là
- Sandy

Hành lang ngày nay bao gồm một phần của Đường Barlow lịch sử và một phần của Đường ngắm cảnh Núi Hood. Quốc lộ Hoa Kỳ 26 đi qua hành lang này, đôi khi chạy dọc theo Sông Sandy.
Theo Điều tra Dân số Hoa Kỳ năm 2000, phần lớn hành lang đã được thống nhất thành một làng duy nhất đó là Làng Núi Hood. Tháng 12 năm 2005, các cộng đồng từ Rhododendron đến Marmot đã nộp đơn xin Quận Clackamas thành lập một làng khác gọi là Các làng tại Núi Hood.